# T. J. Bray
Thomas Joseph Bray, né le 14 juin 1992 à New Berlin (Wisconsin), est un joueur américain de basket-ball évoluant au poste d'arrière.

## Carrière
En août 2014, Bray a signé avec l'équipe italienne de Serie A2, Pallacanestro Trapani. Toujours en Italie, T.J. rejoint Novipiù Junior Casale Monferrato en août 2015. Lors de l’intersaison 2016, il est transféré en première division allemande au MHP Riesen Ludwigsburg où il ne disputera aucune rencontre à cause d’une blessure au ménisque. En janvier 2017, T.J. signe avec le Basic-Fit Brussels en EuroMillions Basketball League.
Bray finit meilleur passeur de la saison 2018-2019 en championnat d'Allemagne
En juillet 2019, Bray rejoint le champion d'Allemagne en titre, le Bayern Munich avec lequel il signe un contrat de deux ans. En décembre 2020, Bray est prêté au Basket Zaragoza 2002, un club espagnol. En février 2021, il s'engage avec le club athénien du Panathinaïkos jusqu'à la fin de la saison 2022-2023.
En août 2021, Bray annonce quitter le Panathinaïkós et en septembre, il annonce sa retraite,.

## Palmarès
- Champion de Grèce 2021
- Vainqueur de la Coupe de Grèce 2021